# Javier Gómez (actor)
Javier Alejandro Gómez Morteo (Buenos Aires, 2 de octubre de 1956) es un actor argentino, con amplia trayectoria en producciones y series de televisión de su país, y en Brasil, Colombia, Estados Unidos y México.
Tiene créditos como anfitrión de varios eventos, como Nina Ricci, Hugo Boss, Calvin Klein, desfiles de moda de Adidas (1990-1991, Argentina) y La Gala de la Hispanidad (1997, México). Se graduó en ingeniería civil de la Universidad de Buenos Aires, Argentina (1982).

## Filmografía

### Televisión
| Año       | Título                               | Personaje                                   |
| --------- | ------------------------------------ | ------------------------------------------- |
| 1993-1994 | Valentina                            | Willy García                                |
| 1994      | Marimar                              | Ricardo Costa                               |
| 1994      | Prisionera de amor                   | Humberto Ruíz                               |
| 1994-1995 | Caminos cruzados                     | Mario Santander                             |
| 1995      | María la del barrio                  | Miguel Rosales                              |
| 1996      | Canción de amor                      | Rodrigo Pinel                               |
| 1996      | Te dejaré de amar                    | Sebastián Larios                            |
| 1997      | Rivales por accidente                | Luciano Rafael Herrera                      |
| 1997-1998 | Señora                               | Eduardo Covarrubias                         |
| 1998-1999 | Reina de corazones                   | Germán Andueza                              |
| 1999      | Marido y mujer                       | Javier Zanetti                              |
| 2000-2001 | Golpe bajo                           | Rodrigo Prado                               |
| 2001-2003 | Pedro el escamoso                    | César Luis Freydell                         |
| 2002      | Vale todo                            | Marco Aurelio Álvarez                       |
| 2003-2004 | El auténtico Rodrigo Leal            | George Quintana                             |
| 2004-2005 | La mujer en el espejo                | Gabriel Mutti                               |
| 2005      | La Guerra de los Sexos               | Participante                                |
| 2006-2007 | La diva                              | Abel Morales                                |
| 2007      | Sin vergüenza                        | Raimundo Montes                             |
| 2007-2008 | Dos caras                            | Dr. Diego Hidalgo                           |
| 2009      | Pasión morena                        | Lució Sirenio                               |
| 2009-2010 | La bella Ceci y el imprudente        | Eduardo Sáenz                               |
| 2010      | Malparida                            | Roberto Doval (Padre)                       |
| 2011      | Los herederos Del Monte              | Emiliano López Oberto                       |
| 2012      | La mujer de Judas                    | Marcos Rojas/ José Marcos Castellanos Rojas |
| 2013      | Destino                              | Rolando Vargas Montero                      |
| 2014      | En otra piel                         | Julián Larrea/ Jorge Larrea                 |
| 2017      | Venganza                             | Ramón Piedrahíta                            |
| 2017      | Entreolivos                          | Mario Fuentes                               |
| 2018      | Luis Miguel: la serie                | Jaime Camil Garza                           |
| 2019-2021 | El juego de las llaves               | Ernesto                                     |
| 2019-2020 | El Dragón: El regreso de un guerrero | Carlos Duarte                               |
| 2022      | El rey Vicente Fernández             | Roberto                                     |
| 2022      | Robo mundial                         | Frank Manila                                |

## Premios y nominaciones
| Año  | Premiación                  | Categoría                 | Trabajos                      | Resultados |
| ---- | --------------------------- | ------------------------- | ----------------------------- | ---------- |
| 2014 | Premios Tu Mundo            | Primer actor              | En otra piel                  | Nominado   |
| 2009 | Premios India Catalina      | Actor Protagónico         | La Bella Ceci y el imprudente | Nominado   |
| 2002 | Las 25 Bellezas Latinas     | Revista People en Español | Pedro el Escamoso-Vale Todo   |            |
| 2002 | TV y Novelas COLOMBIA       | Actor Antagónico          | Pedro el Escamoso             | Nominado   |
| 2000 | Palmas de Oro XXXIV ENTREGA | Actor Protagónico         | Golpe Bajo                    | Ganador    |
| 1999 | Sol de Oro                  | Actor Coprotagónico       | Señora                        | Ganador    |
| 1999 | Gran Águila de Venezuela    | Actor Coprotagónico       | Marido y Mujer                | Ganador    |
| 1998 | Palmas de Oro XXXI ENTREGA  | Actor Co-ptotagónico      | Señora                        | Ganador    |
| 1998 | Gran Águila de Venezuela    | Actor Coprotagónico       | Reina de Corazones            | Ganador    |

### Premios ACE New York 1999
| Categoría                   | Telenovela | Resultado |
| --------------------------- | ---------- | --------- |
| Mejor Coactuación Masculina | Señora     | Ganador   |